# Велики шампион
Велики шампион (енгл. Grand Champion) је амерички дечји филм, снимљен 2002. године.

## Улоге
| Глумац           | Улога     |
| ---------------- | --------- |
| Џоли Лорен Адамс | Хејли     |
| Џулија Робертс   | Жолин     |
| Џејкоб Фишер     | Бади      |
| Ема Робертс      | сестра    |
| Брус Вилис       | Бландфорд |